# Вилењаци
Вилењаци (или виловњаци) су митолошка бића која доносе срећу. Повезујемо их са срећом и детелином с четири листа.

## Митологија

### Германи
Код Германа вилењак је изгледао као човек са шиљатим ушима без браде и бркова. Они су сматрани за најлепша од свих бића. Имали су вечни живот, нису били бесмртни, могли су бити рањени и усмрћени у бици. Имали су дубоку повезаност са природом, с тим и велику моћ над њом. Данас се таква врста вилењака често појављује у видео-играма и књигама.

### Нордиjска веровања
Веровања о вилењацима у Скандинавији је било богато. У Прозној еди они разликују 3 врсте вилењака Свалтарфари, Докалфари и Лосарфари („црни вилењаци“, „тамни вилењаци“ и „светли вилењаци“). Док код старијих текстова као што је Поетска еда њих сматрају врстом богова. Често када се говори о боговима се помиње фраза „Есири и Алфари“. Занимљиво је да групи богова Алфар се спомиње само један лик конкретно са овим називом, а то је Волунд, јунакиња из једне песме из еда. Што показује да су Есири и Алфари били изједначавани. Ова веровања су везана само еде остали текстови могу имати другу форму вилењака.

### Словени
Словенска веровања су слична германским. Словени праве разлику између виле и вилењака. Вилењак је получовек полувила који настаје укрштањем истих. Они су сматрали да су они прелепа бића са посебним моћима над природом. Ово веровање је посебно јер нико не дели виле и вилењаке у две различите врсте.

### Англосаксонска Енглеска
У староенглеским манускриптама вилењаци се највише помињу у медицинским текстовима. Ти медицински текстови су користили магију у лечењу. На много места се они помињу као изазивачи зараза које су харале средњим веком кроз Енглеску. Они су их представљали као мала ђаволска створења, често са крилима, са људским ликом. Ово је једно од паганских божанстава које је усвојено у средњовековном хришћанству у Енглеској изједначавајући вилењаке са демонима који муче људе.

### Стара Грчка
И ако стари Грци нису имали стандардна веровања у вилењаке, Сатири могу се изједначити са њима.

### Јапан
Најприближније веровање о вилењацима у Јапану је Јокаи (妖怪).

### После средњег века
После средњег века под утицајем књижевности вилењаци су представљени као „добре виле“, илити створења која користе магију да би помогле људима и природи.